# Ouro Fino
Ouro Fino é um município brasileiro do estado de Minas Gerais. Situado numa região montanhosa, sendo cortada por vales, com altitudes variando entre 997 e 1591 metros. Sua população foi recenseada em 33 227 habitantes, conforme dados do IBGE de 2024.
Seu clima é tropical de altitude, com verão chuvoso e ameno e período seco no inverno, com noites e madrugadas frias. Temperatura média anual de 18 °C, com máximas de 36 °C no verão e 2 °C no inverno.
A cidade é o local de nascimento de Dom Mauro Montagnoli, atual bispo diocesano da Diocese de São Jorge dos Ilhéus, na Bahia.

## História
O arraial que deu origem à cidade foi fundado por volta de 1748 em decorrência da descoberta de jazidas de ouro na região. Foi elevado à condição de cidade em 1880.
São Francisco de Paula, foi o motivo da construção da primeira capela na região de descoberta de ouro entre São Paulo e Minas Gerais, dando origem ao povoado chamado inicialmente São Francisco de Paula de Ouro Fino. São Francisco de Paula havia igualmente previsto para o reino português a descoberta de novas terras com enorme riquezas e aqueles navegadores, bandeirantes e descobridores homenageavam e agradeciam naquelas montanhas a precisão do acerto. A atual cidade de Ouro Fino guarda sua devoção, onde uma basílica ao santo milagreiro continua a antiga tradição da fé de seus povoadores. A bandeira da cidade, ao lado das bateias de ouro, leva o lema do santo padroeiro: CHARITAS.

A divulgação da existência de ouro na fronteira limite de São Paulo e Minas Gerais, o crescimento populacional, agrícola e comercial no entorno da capelinha de São Francisco de Paula de Ouro Fino levou as autoridades políticas e religiosas de ambas capitanias a tentarem, ao mesmo tempo e a seu modo, pela lei ou pela força, tomar posse da região. D.Luís de Mascarenhas, conde d´Alva, capitão-general e governador da capitania de São Paulo entre 1739 e 1748, considerava que Ouro Fino estava em suas terras e se armou para defender seu direito nas margens do Sapucaí. Mas entre 1748 a 1765, o Rei D. João IV, diminui o poder e autonomia da capitania de São Paulo ficando esta adjudicada à capitania do Rio de Janeiro, deixando larga vantagem para o avanço de Minas. 

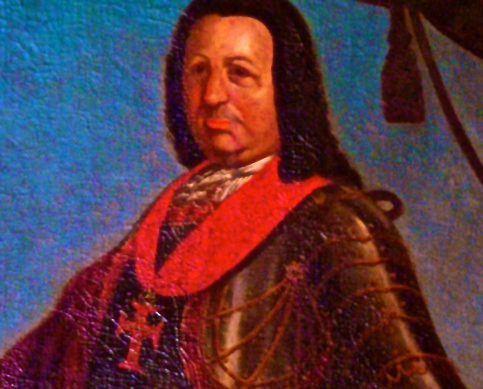
Antônio Gomes Freire de Andrade Primeiro Conde Bobadela

O Governador de Minas Gerais Gomes Freire de Andrade então pediu e obteve do Rei ordem para um levantamento e demarcação dos limites das duas capitanias através da provisão régia de 09 maio de 1748. O desembargador Tômas Rubim de Barros Barreto foi o incumbido desta missão. Entretanto o primeiro bispo de São Paulo, Bernardo Rodrigues de Nogueira, que mal chegara de Lisboa para assumir seu posto, falece em 7 de novembro de 1748, antes do resultado da demarcação civil de Rubim e antes que o Frei Antônio da Madre de Deus Galvão assuma o bispado em 1750. Sede bispal vacante, o vicário capitular Cônego Lourenço Leite Penteado, administrando o bispado em interino, manobra e passa, aparentemente, a Provisão de 8 de março de 1749, que cria, eleva a paroquia, a capela de São Francisco de Paula de Oiro Fino em 8 de março de 1749. Esta data é a primeira da qual se tem notícia de uma menção oficial de São Francisco de Paula de Ouro Fino na história. Daí a razão de ter sido escolhida e declarada como data comemorativa do aniversário da cidade. 

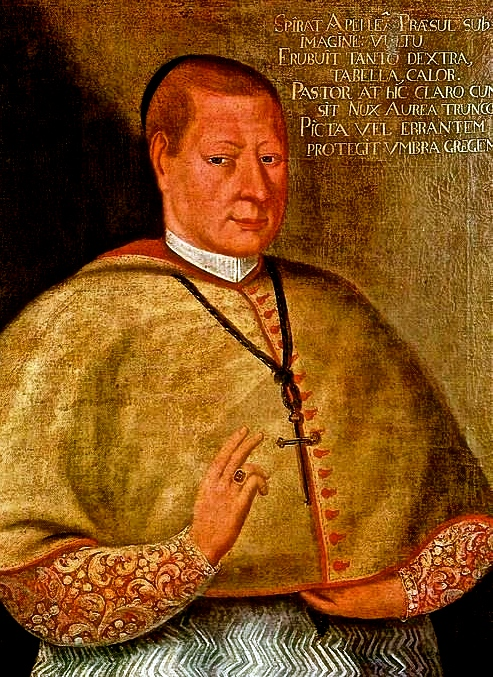
Retrato de Bernardo Rodrigues Nogueira. Acervo do Museu de Arte Sacra de São Paulo

Conego Penteato baseia seu ato de posse de Ouro Fino, nada menos que na autoridade do Papa, que, segundo seu parecer, através da Bula de Bendedito XIV datada de 6 de dezembro de 1746, estendeu a diocese de São Paulo até às margens do Rio Grande e Sapucaí. Assim sendo, segundo ele, São Francisco de Paula de Oiro Fino pertenceria a sua jurisdição religiosa, a diocese de São Paulo. Entretanto, demarcando a região a pedido de Minas Gerais, Tomas Robim finaliza o levantamento em 19 setembro de 1749, concluindo em Auto Oficial, lavrado no Arrail de Sant'Ana (hoje Sivianópolis) que São Francisco de Paula de Oiro Fino era pelo lado Civil pertencente e definitivamente integrado, a Capitania de Minas Gerais. Pelo lado eclesiástico  Ouro Fino continuava paulista, pelo lado civil passava a ser mineiro. "Alma para um lado, e corpo para outro". Bicéfalo, com a população apaixonadamente dividida entre escolher São Paulo ou Minas Gerais, em todo caso, nascia assim oficialmente a Freguesia de Ouro Fino.

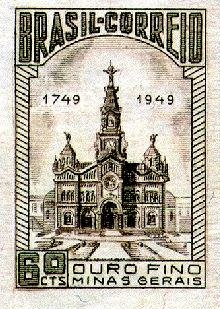
Selo Comemorativo do Bicentenário da Cidade de Ouro Fino

A igreja passou por diversas reformas estruturais. Primeiro foi uma simples capela de troncos de árvores erguida as pressas nos acampamentos improvisados, os primeiros agrupamentos, fogos. Depois sempre no mesmo lugar, veio outra de pau a pique barreada, modesta mas já com linhas de um barroco tardio. Sabe-se que durante a liderança espiritual do Padre Joaquim Curimbaba (que administrou a paróquia entre 1848-1893) a Capelinha inicial ganhou novos materiais, mais espaço e volume. Mas nada comparado as modificações que sofreu no final do século XIX, quando a Matriz enfrentou obras importantes, devido a ameaça de cair, exigindo frequentes projetos, colaborações físicas e financeiras de todos fiéis. O aumento e a riqueza de parte da população gerados pelo lucro do café exigiram uma Matriz mais elaborada e ampla. Trabalhos de "modernização" se arrastaram por diversos sacerdotes, entre eles: Pe. Camilo Petrocelli (1864-1902), Pe. Eugênio Martini (1899-1902), chegando se ao ponto de totalmente destruir a velha igreja colonial. Reconstruíram a igreja, sendo reinaugurada com todas as pompas na noite de Natal de 1900, como relatou Pompeu Rossi: "procedeu-se à consagração da Nova Matriz, construída no mesmo local das anteriores, desde a primeira". Terminada, porém, a terceira Matriz, de 1900, viu sua torre rachar e começar a vir abaixo. Novos trabalhos voltaram a assombrar a Matriz, desta vez com o severo cônego de origem austríaca Heriberto Goetrsdorf (1913-1916). Estacionaram com sua doença e morte. Reiniciaram com força, a partir da base, desde o início, um novo projeto, uma quarta Matriz no lugar de todas as anteriores, em 1925 com o Monsenhor Teófilo Guimarães (1916-1945), em longos anos de trabalho que deram à, então, Matriz de São Francisco de Paula, a estética, a forma e o volume que conhecemos atualmente. Símbolo de identificação da cidade, seu cartão postal, é obra conjunta da fé secular dos ourofinenses, da administração de Manoel Gomes Damasceno frente a todos membros da Irmandade do Santissimo Sacramento, do construtor Rogério Gissoni, do arquiteto José Sachetti e, entre outros artistas e artesãos, o escultor espanhol Celestino Roig Artigas. A inauguração da nova Matriz de 1949 -hoje santuário- no centro da cidade de Ouro Fino, foi feita por ocasião dos festejos do Bicentenario da Cidade, com direito a um selo comemorativo.

Ouro Fino, s.d. Arquivo Nacional.

No dia 18 de julho de 1957, o Papa Pio XII enviou para o Santuário de Ouro Fino rara relíquia de São Francisco nascido na cidade de Paula, região de Reggio de Calabria, Itália. Rara porque somente alguns ossos do Santo haviam resistido ao tempo e ao fogo. O santo que faleceu na Sexta-feira Santa do ano de 1507, aos 91 anos de idade, sendo canonizado em 1519 por inúmeros milagres que segundo relatam, lendas ou fatos, incluem curas, previsões e até ressurreições, teve seu corpo naturalmente incorrupto até 1562. Nesse ano, durante as Guerras de Religião, os protestantes calvinistas – como o Santo havia predito – invadiram o convento de Plessis, na França, onde estava enterrado, tiraram seu corpo do sepulcro e ao ver seu corpo em tão bom estado, queimaram-no. Mesmo assim, um fragmento do osso do santo pode chegar a Ouro Fino enviado pelo Vaticano, para iluminar ainda mais o que fora o modesto templo, marco inicial da cidade, rústico, humílimo no alto da colina, cercado por mata virgem. A capelinha do período colonial cresceu e prosperou junto aos mineradores, aventureiros, agricultores e um povo que a fé a São Francisco de Paula assentou. 

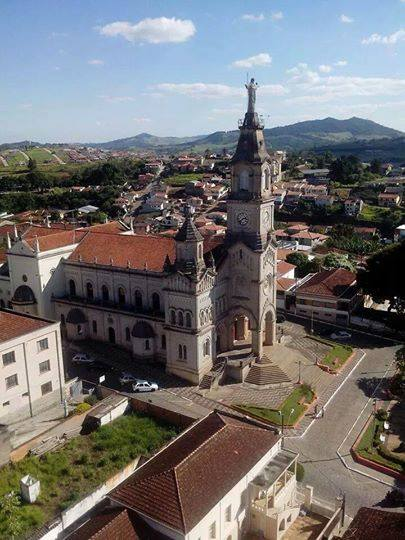
Santuário São Francisco de Paula e Nossa Senhora de Fátima

A Matriz de Ouro Fino foi elevada a Santuário aos 13 de maio de 2007, tendo como copadroeira Nossa Senhora de Fátima. A Festa dos Padroeiros é desde então o dia 13 de maio.

## Monumentos
- Baronesa -  Praça Paulino Paulini
- Estátua de Júlio Bueno Brandão
- Praça da Matriz
- Herma do Monsenhor Teófilo

Praça da Matriz

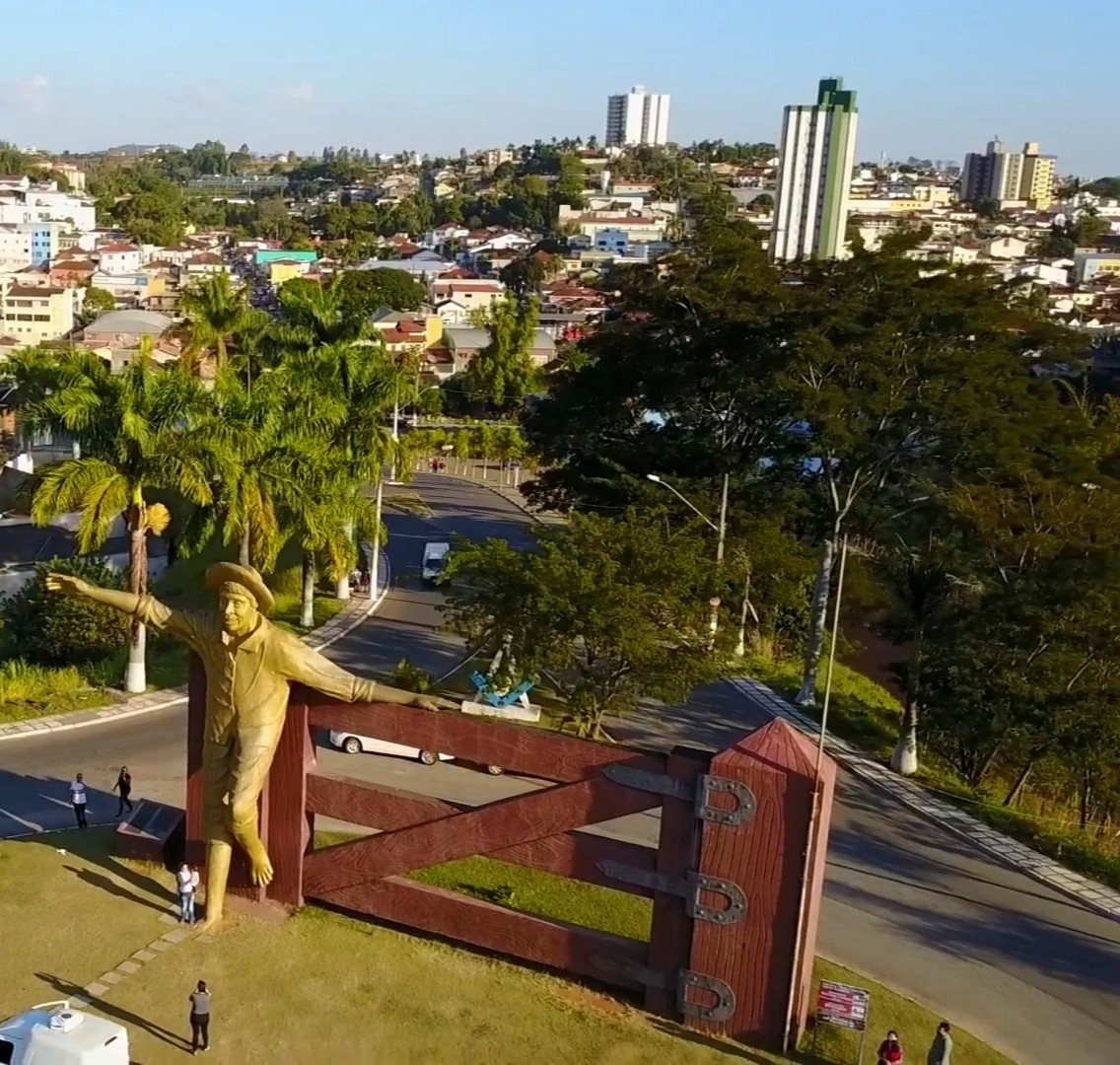
O Menino da Porteira, no trevo de Ouro Fino

- Marco dos 250 anos – Praça da Matriz

O Bateador – Em frente a Prefeitura	
- Obelisco

Praça Francisco Bueno Brandão
- Menino da Porteira
- Boi sem coração
- Berrante

Integrante do famosos Circuito das Malhas, junto com mais cinco cidades, a indústria de malhas em Ouro Fino vem crescendo num ritmo acelerado e destaca-se por sua qualidade, criatividade e inovação nas confecções, tornando-se um dos principais segmentos da economia do município.

## Religião
Religiões em Ouro Fino (2010)
Segundo o Censo demográfico do Brasil de 2010, naquele ano 74,0% dos residentes no município eram católicos romanos, 19,2% eram protestantes e 0,6% eram espíritas.

### Lazer
- Turismo Ecológico e Esportes de Aventura
- Tirolesa na Fazenda Itaguaçu
- Canoagem
- Cavalgada
- Motocros
- Off-road
- Paraglider
- Passeio de Bóia
- Pesca
- Trekking
- Trilha de bike[13]

### Eventos anuais
Carnaval: Ourofolia - fevereiro e março
Aniversário de Ouro Fino - março
Festa Italiana do Circolo Italo-Braziliano - maio
Encenação da Paixão e Morte de Cristo - Semana Santa
Feira das Indústrias e Ouromalhas - feriado de Corpus Christi
Festa Junina Comunitária - Festival de Interpretação de Música Sertaneja " Troféu o Menino da Porteira" que é promovido pela Rádio Difusora Ouro Fino 680 AM - julho
Trilha Menino da Porteira de Jipeiros, Gaioleiros e Motoqueiros - Festa do Peão - agosto
Ouro Rock - setembro - outubro
Corrida Rústica Menino da Porteira - final de dezembro

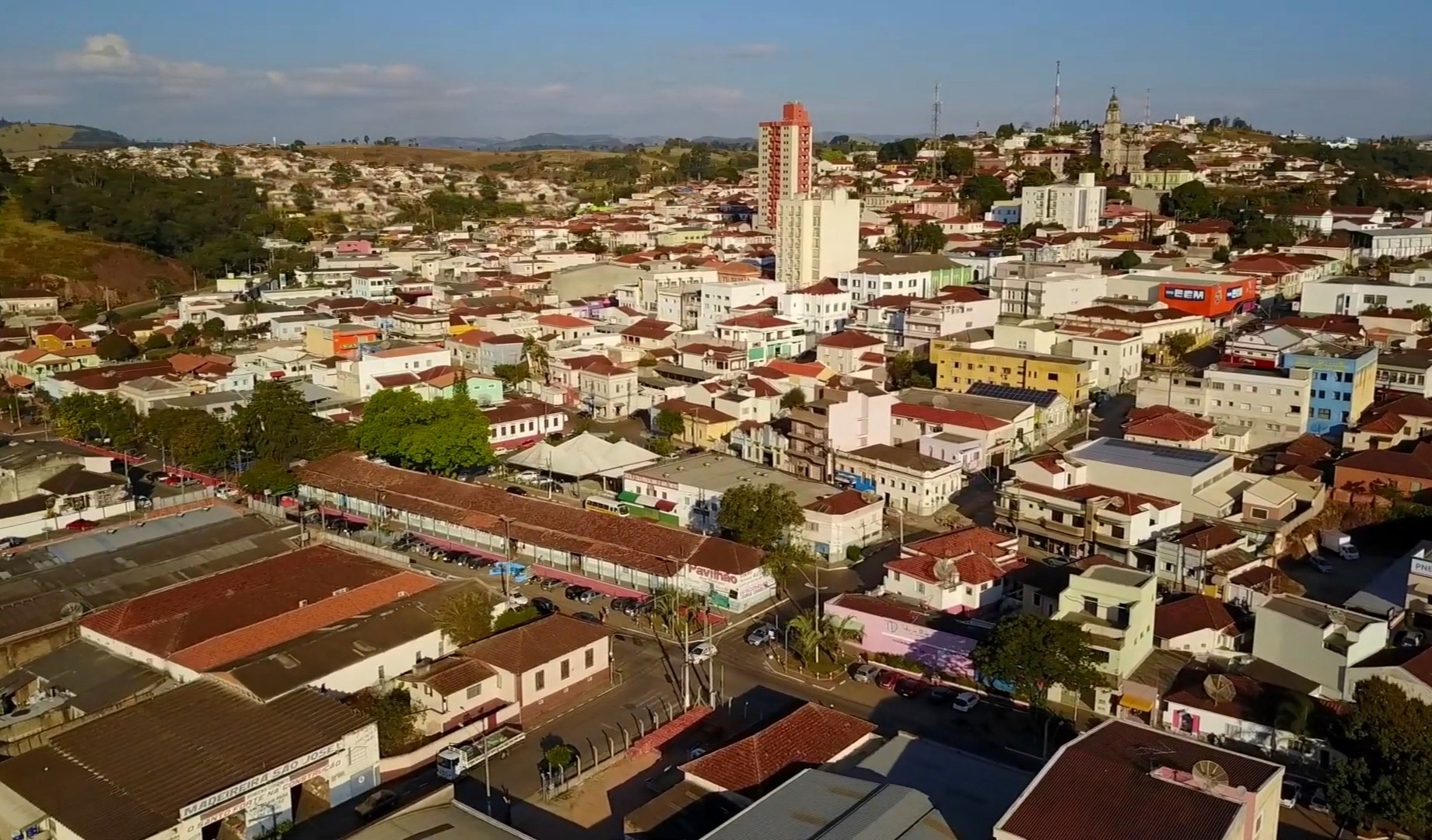
Centro de Ouro Fino no ano de 2019

## Geografia

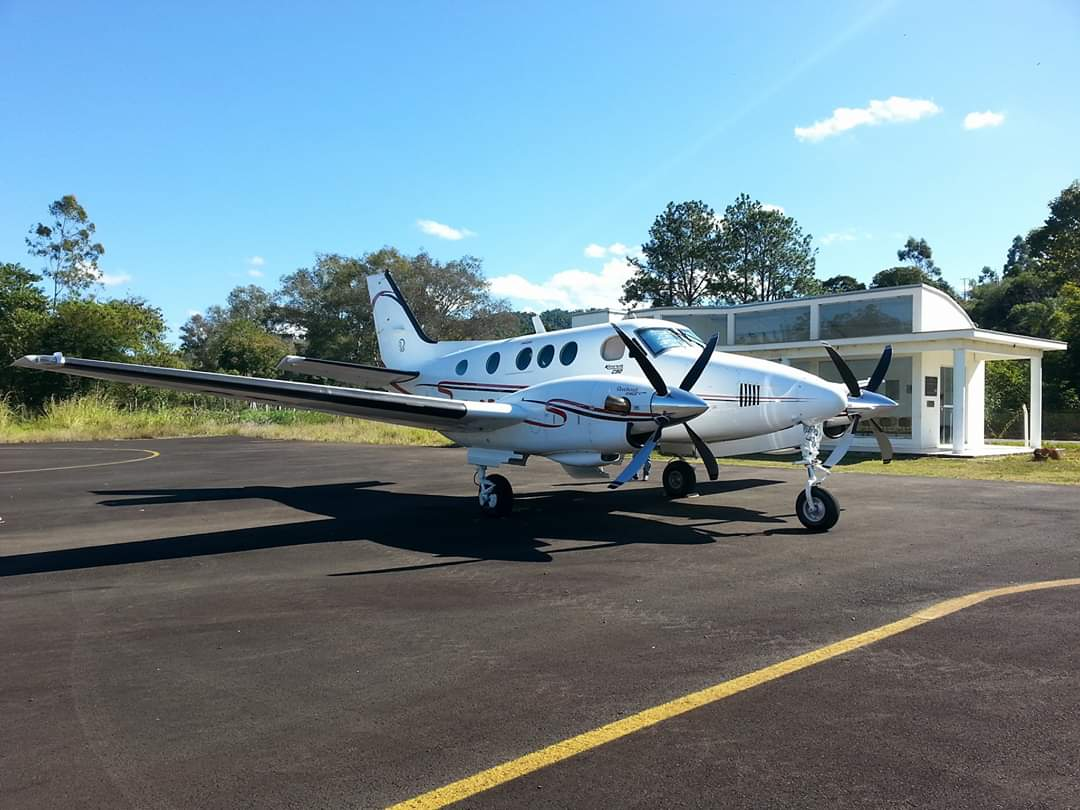
Aeroporto de Ouro Fino no Bairro Jardim Aeroporto

Localizado na mesorregião do Sul e Sudoeste de Minas e na microrregião de Poços de Caldas, o município tem uma área de 533,714 km2.

### Demografia
| Idade   | Homens | Mulheres |
| ------- | ------ | -------- |
| 0 a 4   | 1.198  | 1.195    |
| 5 a 9   | 1.245  | 1.157    |
| 10 a 14 | 1.329  | 1.313    |
| 15 a 19 | 1.425  | 1.381    |
| 20 a 24 | 1.344  | 1.260    |
| 25 a 29 | 1.204  | 1.150    |
| 30 a 34 | 1.170  | 1.122    |
| 35 a 39 | 1.085  | 1.148    |
| 40 a 44 | 1.062  | 899      |
| 45 a 49 | 843    | 852      |
| 50 a 54 | 682    | 785      |
| 55 a 59 | 638    | 540      |
| 60 a 64 | 550    | 464      |
| 65 a 69 | 316    | 510      |
| 70 a 74 | 368    | 354      |
| 75 a 79 | 163    | 238      |
| 80 a 84 | 94     | 158      |
| 85 a 89 | 32     | 74       |
| 90 a 94 | 46     | 22       |
| 95 a 99 | --     | --       |
| 100     | --     | --       |
| Total   | 31 733 | .        |

### Turismo
O município faz parte do circuito turístico Malhas do Sul de Minas e é servido pelas rodovias MG-290 e MG-459.

## Temperatura
- Temperatura máxima anual: 26.4 C
- Temperatura mínima anual: 14.3 C
- Índice médio pluviométrico anual: 1744.2 C 15

## Ocupação
| SERVIÇO 16   | Total |
| ------------ | ----- |
| Agropecuária | 4529  |
| Comércio     | 2016  |
| Indústria    | 4359  |
| serviços     | 3938  |

## Galeria dos Prefeitos
Considerada cidade histórica, conforme a lei 8.181, de 28 de março de 1991, Ouro Fino recebeu da EMBRATUR o selo de Município Prioritário ao Desenvolvimento do Turismo, em 1997 e 1999.
| Prefeito de Ouro Fino               | Prefeito de Ouro Fino            |
| ----------------------------------- | -------------------------------- |
|                                     |                                  |
| No cargodesde 01 de Janeiro de 2025 |                                  |
| Criado em                           | 1881                             |
| Primeiro titular                    | Coronel Francisco de Paiva Bueno |

A instalação da Câmara Municipal verificou em 16 de março de 1881.
Com os desmembramentos dos respectivos distritos, ficou o município de Ouro Fino constituído do distrito da sede de Crisólia.

#### Governo Municipal
O Governo do Município de Ouro Fino, através das diversas modificações políticas, tem sido exercido pelas seguintes autoridades:

### Presidentes da Câmara Municipal durante oImpério:
| Nº | Nome                              | Imagem | Partido | Início do mandato | Fim do mandato | Observações                                          |
| -- | --------------------------------- | ------ | ------- | ----------------- | -------------- | ---------------------------------------------------- |
| 01 | Coronel Francisco de Paiva Bueno  |        | N/A     | 1.881             | 1.883          | Presidente da Câmara Municipal e Chefe do Executivo. |
| 02 | Antônio Augusto da Silva Pinheiro |        | N/A     | 1.883             | 1.887          | Presidente da Câmara Municipal e Chefe do Executivo. |
| 03 | Coronel Francisco de Paiva Bueno  |        | N/A     | 1.887             | 1.890          | Presidente da Câmara Municipal e Chefe do Executivo. |

### Presidentes da Câmara do Conselho da Intendência Municipal durante o Governo Provisório.
| Nº | Nome                     | Imagem | Partido | Início do mandato | Fim do mandato | Observações                                          |
| -- | ------------------------ | ------ | ------- | ----------------- | -------------- | ---------------------------------------------------- |
| 04 | Francisco de Barros Melo |        | N/A     | 1.890             | 1.891          | Presidente da Câmara Municipal e Chefe do Executivo. |
| 05 | Júlio Bueno Brandão      |        | N/A     | 1.891             | 1.892          | Presidente da Câmara Municipal e Chefe do Executivo. |

### Presidentes da Câmara Municipal no Período Republicano:

#### Primeira Repúblicade 1889 a 1930. (República Velha);
| Nº | Nome                            | Imagem | Partido | Início do mandato | Fim do mandato | Observações |
| -- | ------------------------------- | ------ | ------- | ----------------- | -------------- | --- |
| 06 | Júlio Bueno Brandão             |        | N/A     | 1.891             | 1.905          | Presidente da Câmara Municipal e Chefe do Executivo. |
| 07 | Coronel José Ribeiro de Miranda |        | N/A     | 1.905             | 1..906         | Presidente da Câmara Municipal e Chefe do Executivo. |
| 08 | Coronel Nicolino Rossi          |        | N/A     | 1.907             | 1.908          | Presidente da Câmara Municipal e Chefe do Executivo. (Vice- Presidente) |
| 09 | Coronel Afonso Ribeiro          |        | N/A     | 1.908             | 1.918          | Presidente da Câmara Municipal e Chefe do Executivo. |
| 10 | José Nunes da Costa             |        | N/A     | 1.918             | 1.918          | Presidente da Câmara Municipal e Chefe do Executivo. (Vice- Presidente) |
| 11 | Júlio Bueno Brandão             |        | N/A     | 1.919             | 1.930          | Presidente da Câmara Municipal e Chefe do Executivo. (Durante seu afastamento de Ouro Fino participar das sessões do Congresso Nacional, as funções de agente executivo eram exercidas pelos Vice-Presidentes da Câmara); |
| 12 | Teófilo Tavares                 |        | N/A     | N/A               | N/A            | Vice-Presidente da Câmara Municipal e Chefe do Executivo. |
| 13 | Mário Ribeiro de Miranda        |        | N/A     | N/A               | 1.930          | Vice-Presidente em exercício. (Mario Ribeiro de Miranda renunciou o cargo de Vice-Presidente, tendo assumido o Sr. Amando Sanches de Lemos, que não terminou o mandato em virtude da vitória da Revolução de 1930).       |

Foi a última Câmara Municipal da 1ª Republica.
Com o Golpe, voltou ao Brasil à Ditadura e as Câmaras Municipais, dissolvidas.

### Prefeitos Municipais:
Durante a Segunda República de 1930 a 1937. (Governos Provisório e Constitucional );
| Nº | Nome                      | Imagem | Partido | Início do mandato | Fim do mandato | Observações                                                                        |
| -- | ------------------------- | ------ | ------- | ----------------- | -------------- | ---------------------------------------------------------------------------------- |
| 14 | Amando Sanches Lemes      |        | N/A     | 1.930             | 1.931          | Nomeado pelo Governo do Estado                                                     |
| 15 | Júlio Bueno Brandão Filho |        | N/A     | 1.931             | 1.933          |                                                                                    |
| 16 | João Nogueira             |        | N/A     | 1.932             | 1.932          | Prefeito Interino em 1932, por motivo de licença do Sr. Júlio Bueno Brandão Filho; |

Prefeitos Municipais :
Durante a Terceira e Quarta República de 1937 a 1964. (Estado Novo e República Populista);
| Nº | Nome                          | Imagem | Partido | Início do mandato | Fim do mandato | Vice Prefeito        | Observações |
| 17 | Dr. Francisco Bueno Brandão   |        | N/A     | 1.933             | 1.945          | N/A                  | nomeado Prefeito Municipal, pelo ex-presidente Olegário Maciel em 30 de julho de 1933; em 1934, eleito Prefeito Municipal; em 1937 foi nomeado novamente pelo então Governador Benedito Valadares, cargo que ocupou até 1945; |
| 18 | Dr. Antenor da Cunha Melo     |        | N/A     | 1.946             | 1.946          | N/A                  | Juiz de Direito respondendo pelo expediente da Prefeitura, durante o mês de janeiro por ordem do Governador; |
| 19 | Antero Simões                 |        | N/A     | 1.946             | 1.946          | N/A                  | |
| 20 | Dr. Otaviano Ventura da Silva |        | N/A     | 1.947             | 1.947          | N/A                  | Representante do governo de Minas Gerais por alguns, meses 1947; |
| 21 | Dr. Antão Azevedo Bueno       |        | N/A     | 1.947             | 1.947          | N/A                  | |
| 22 | Dr. João de Almeida Rossi     |        | N/A     | 1.947             | 1.947          | N/A                  | Nomeado pelo Governador Dr. Milton Soares de Campos que ficou até a posse da nova Câmara e Prefeito – realizadas em 23 de novembro de 1947;                                                                                   |
| 23 | José Serra                    |        | N/A     | 1.947             | 1.948          | Luiz Ulisses Quaglia | Falecido em 17 de agosto de 1948), antes de terminar seu mandato; |
| 24 | Luiz Ulisses Quaglia          |        | N/A     | 1.948             | 1.950          | N/A                  | Vice-prefeito do Sr. José Serra |
| 25 | Gustavo Barbosa               |        | N/A     | 1.951             | 1.954          | Dr. Lourenço Cyrillo | |
| 26 | Dr. João de Almeida Rossi     |        | N/A     | 1.955             | 1.958          | Otelo serra          | |
| 27 | Paulo Clepf                   |        | N/A     | 1.959             | 1.962          | Dr. José Junqueira   | |

#### Durante aQuinta Repúblicade 1964 a 1985.(Ditadura Militar);
| Nº | Nome                            | Imagem | Partido | Início do mandato | Fim do mandato | Vice Prefeito                | Observações |
| 28 | Silvino Miranda                 |        | N/A     | 1.963             | 1.966          | Dr. Claudino Franco da Torre |             |
| 29 | Antônio Eloy Paulini de Miranda |        | N/A     | 1.966             | 1.966          | N/A                          |             |
| 30 | Odair Muniz Cyrilo              |        | N/A     | 1.967             | 1.970          | Ronaldo Miranda Silva        |             |
| 31 | Antônio Eloy Paulini de Miranda |        | N/A     | 1.971             | 1.972          | Sebastião Assis              |             |
| 32 | Sebastião Assis                 |        | N/A     | 1.973             | 1.977          | Sebastião Assis              |             |
| 33 | Sebastião Assis                 |        | N/A     | 1.977             | 1.983          | Dalmo Ribeiro Silva          |             |

### Prefeitos Municipais:

#### Sexta Repúblicade 1985à atualidade.(Nova República);
| Nº | Nome                                  | Imagem | Partido                                 | Início do mandato | Fim do mandato | Vice Prefeito                                                         | Observações                                                          |
| 34 | Francisco de Paula Menezes Rossi      |        | N/A                                     | 1.983             | 1.988          | Dr. José Antebi                                                       |                                                                      |
| 35 | Silvio Antônio de Miranda             |        | N/A                                     | 1.989             | 1.993          | Dr. Plínio Paulino de Miranda                                         |                                                                      |
| 36 | Francisco de Paula Menezes Rossi      |        | N/A                                     | 1.993             | 1.997          | Dr. Ivan Almeida                                                      |                                                                      |
| 37 | José Américo Buti                     |        | Partido Verde (Brasil)                  | 1.997             | 2.004          | 1.997 a 2.000 Benedito Meryn Colombo 2.001 a 2.004 Conceição Mendonça |                                                                      |
| 38 | Dr. Luiz Carlos Maciel                |        | Democratas (Brasil)                     | 2.004             | 2.012          | 2.005 a 2.008 Henrique Rossi Wolf 2.009 a 2.012 Deoclécio Consentino  | Mandato interrompido em setembro de 2012 mediante cassação da Câmara |
| 39 | Lauro Tandeli                         |        | Partido da Social Democracia Brasileira | 2.012             | 2.012          |                                                                       | (Presidente da Câmara Municipal), (Afastado por decisão judicial     |
| 40 | Aparecido Nogueira de Sá              |        | Mobilização Nacional                    | 2.012             | 2.012          |                                                                       | (Presidente da Câmara Municipal),                                    |
| 41 | Dr. Maurício                          |        | Movimento Democrático Brasileiro (1980) | 2.013             | 2.020          | Henrique Rossi Wolf                                                   |                                                                      |
| 42 | Henrique Rossi Wolf                   |        | Partido Social Liberal                  | 2.021             | 2.024          | Dr. João Giordani Neto)                                               |                                                                      |
| 43 | Dr. Antônio Benedito Salgueiro Miguel |        | Partido Novo                            | 2.025             | Atual          | Dra. Juliana Donderi                                                  |                                                                      |